# چیلنتنگک
چیلنتنگک (به لهستانی:  Cielętnik) یک روستا در لهستان است که در گمینا برانگوو واقع شده‌است. چیلنتنگک ۵۱ نفر جمعیت دارد.